# Teatro Rival
Teatro Rival é um teatro no Centro do Rio de Janeiro, fundado em 1934.

## Histórico
Abriu suas portas em 22 de março de 1934, com a comédia Amor, de Oduvaldo Viana, estrelada por Dulcina de Moraes e Odilon de Azevedo. Na época, chamou a atenção pelo tamanho do seu palco, dividido em três partes, e pelos 24 ventiladores instalados para circular ar fresco, já que o teatro ocupava um subterrâneo. A decoração em azul, rosa e prata foi assinada pelo artista plástico Monteiro Filho.
Pertencia inicialmente a Vivaldo Leite Barbosa, proprietário do edifício Rex. Depois de sucessivas vendas, chegou às mãos de Américo Leal em 1970. Empresário do teatro de revista, Américo fez do Rival um foco de resistência desse gênero. Ângela Leal, filha de Américo, assumiu a direção da casa na década de 1990, com a ajuda da filha, a também atriz Leandra Leal.
Em 2005, o Teatro Rival foi o enredo da Alegria da Zona Sul, escola de samba que naquele ano disputava o Grupo de Acesso A do Carnaval do Rio de Janeiro. O título do enredo era "Teatro Rival, 70 anos de resistência cultural" e a agremiação ficou em 5° lugar na classificação final.

## Patrocínio
A partir de 2001, a casa passou a ser patrocinada pela Petrobras, recebendo o nome de Teatro Rival Petrobras. Em 2019, a estatal rompe a parceria com o teatro devido a mudança na política de patrocínio da empresa, o que colocou em risco o funcionamento do local.
De janeiro de 2020 a abril de 2023, o teatro foi patrocinado pela Refinaria Refit, mudando sua nomenclatura para Teatro Rival Refit.
Em 2024, volta a receber patrocínio da Petrobras através da Lei de Incentivo à Cultura, do Ministério da Cultura.